# Біл-Сіті (Мічиган)
Біл-Сіті (англ. Beal City) — переписна місцевість (CDP) в США, в окрузі Ізабелла штату Мічиган. Населення — 332 особи (2020).

## Географія
Біл-Сіті розташований за координатами 43°39′38″ пн. ш. 84°53′59″ зх. д. / 43.66056° пн. ш. 84.89972° зх. д. (43.660586, -84.899684).  За даними Бюро перепису населення США в 2010 році переписна місцевість мала площу 10,40 км², з яких 10,39 км² — суходіл та 0,00 км² — водойми.

## Демографія
Згідно з переписом 2010 року, у переписній місцевості мешкало 357 осіб у 130 домогосподарствах у складі 92 родин. Густота населення становила 34 особи/км².  Було 136 помешкань (13/км²).
Расовий склад населення:
| - 95,5 % — білих - 1,1 % — корінних американців - 0,3 % — азіатів |

До двох чи більше рас належало 3,1 %. Частка іспаномовних становила 1,1 % від усіх жителів.
За віковим діапазоном населення розподілялося таким чином: 33,3 % — особи молодші 18 років, 51,3 % — особи у віці 18—64 років, 15,4 % — особи у віці 65 років та старші. Медіана віку мешканця становила 37,6 року. На 100 осіб жіночої статі у переписній місцевості припадало 88,9 чоловіків;  на 100 жінок у віці від 18 років та старших — 95,1 чоловіків також старших 18 років.
Середній дохід на одне домашнє господарство  становив 64 315 доларів США (медіана — 55 625), а середній дохід на одну сім'ю — 69 604 долари (медіана — 55 156). За межею бідності перебувало 4,8 % осіб, у тому числі 0,0 % дітей у віці до 18 років та 0,0 % осіб у віці 65 років та старших.
Цивільне працевлаштоване населення становило 187 осіб. Основні галузі зайнятості: виробництво — 33,2 %, освіта, охорона здоров'я та соціальна допомога — 25,1 %, сільське господарство, лісництво, риболовля — 13,9 %, транспорт — 8,0 %.